# Michael Socha
Michael Socha (Derby, 13 de dezembro de 1987) é um ator britânico, mais conhecido por seu papel no drama This Is England '86, do canal Channel 4. Protagonizou  a série Once Upon a Time in Wonderland e participou também do seriado The Unloved.
Ele se formou no Burton College. Em 2011  poderá ser visto na série Being Human. Ele é o irmão mais velho de Lauren Socha, a atriz que trabalha em Misfits. Em 2017, Michael irá retornar como Will Scarlet / Valete de Copas na sétima temporada de Once Upon a Time.

## Filmografia
| Ano             | Filme                          | Papel                          | Notas             |
| --------------- | ------------------------------ | ------------------------------ | ----------------- |
| 2007            | This Is England                | Harvey                         | Filme de estréia. |
| 2007            | Soft                           | ASBO                           | Curta-metragem    |
| 2007            | Lady Margaret                  | Danny                          | Curta-metragem    |
| 2008            | Better Things                  | Mike                           | Filme.            |
| 2008            | Summer                         | Daniel                         | Filme.            |
| 2009            | Dogging: A Love Story          | Jim                            | Filme.            |
| 2009            | Jade                           | Stephen                        | Short film        |
| 2009            | The Unloved                    | Michael                        | Estréia na TV     |
| 2009            | Bale                           | Kyle                           | Curta-metragem    |
| 2008-2009       | Casualty                       | Ryan Malone / Ryan             | Série de TV       |
| 2009            | Harvest                        | Yebsley                        | Filme para a TV   |
| 2009            | Paradox                        | Zac Hedley                     | Série de TV       |
| 2010            | Labour                         | Henry                          | Curta-metragem    |
| 2010            | Cut                            | Jimmy                          | Filme             |
| 2010            | Married Single Other           | Spud                           | Série de TV       |
| 2010            | Shank                          | Craze                          | Filme             |
| 2010            | Dive                           | Alex                           | Filme para a TV   |
| 2010            | Bonded by Blood                | Donny Svenson                  | Filme             |
| 2010            | This Is England '86            | Harvey                         | Série de TV       |
| 2010            | Break Clause                   | Nick                           | Filme             |
| 2011-2013       | Being Human                    | Tom McNair                     | Série de TV       |
| 2013            | Once Upon a Time in Wonderland | Will Scarlet / Valete de Copas | Série de TV       |
| 2013            | Svengali                       | Tommy                          | Filme             |
| 2014-2015, 2017 | Once Upon a Time               | Will Scarlet / Valete de Copas | Série de TV       |